# Гірнича промисловість Панами
Гірнича промисловість Панами

## Загальна характеристика
Гірнича промисловість нерозвинена і на початку XXI ст. активності в цьому секторі не спостерігається. Питання пов'язані з мінерально-сировинним сектором економіки координує Міністерство комерції та індустрії. Найважливішими для країни на початку XXI ст. залишаються мідні рудники Cerro Colorado, Cerro Petaquilla і Cerro Quema.

## Окремі галузі
Мідь. Уряд розробив план будівництва мідного рудника в Серро-Колорадо, мідеплавильного заводу і морського порту на Тихоокеанському узбережжі, однак цей проєкт (Cerro Colorado project) вартістю в 2 млрд дол. довелося заморозити через великі фінансові витрати і нестабільні світові ціни на мідь.
Нафта. Нафту Панама закуповує в Еквадорі, Мексиці, Венесуелі. Діє нафтопереробний завод. У 1982 уряд схвалив проєкт будівництва нафтопроводу із затоки Чиріки на тихоокеанському узбережжі до Бокас-дель-Торо на узбережжі Карибського моря, де мається намір звести термінал для завантаження танкерів. Вартість проєкту 250 млн дол.
Золото. Фірма Empresa Minera Remance SA. Romance розробляла в 1990—1998 рр. золото-срібне родовище. Залишкові запаси мають згодом бути повторно оцінені. Золото- і срібловидобувний проєкт Santa Rosa, здійснювався компанією Empresa Minas de Santa Rosa SA в 1995—2000 рр, але збанкрутував.